# Anchiano (Borgo a Mozzano)
Anchiano è una frazione del comune italiano di Borgo a Mozzano, nella provincia di Lucca, in Toscana.
Il paese è situato lungo la strada statale 12 dell'Abetone e del Brennero al km 42.

## Storia
L'origine di Anchiano risale probabilmente all'epoca romana, quando nel territorio del paese passava la strada che congiungeva Roma con la Valle Padana e le Gallie. Un indizio sulla probabile esistenza di un insediamento è costituito dal ritrovamento nei pressi del paese attuale di un'urna funeraria datata al I secolo d.C.
Il toponimo Anchiano è probabilmente riconducibile al fenomeno dei prediali romani, in quanto derivante da Ancharianus, il nome del proprietario latino del luogo. Ci sono comunque altre due ipotesi sull'origine del nome del paese: una sostiene che esso sia da collegare ad Anculus, da ancus che equivale a "braccio monco"; l'altra si riferisce alla morfologia della zona, cioè all'ansa del Serchio in cui si trova Anchiano, con una possibile derivazione da "-anca".
Le prime notizie esplicite su Anchiano sono fornite da un documento vescovile dell'843 d.C. Fra il X e la prima metà del XII secolo il borgo fece parte dei domini della signoria feudale dei Suffredinghi che si estendevano nella valle del Serchio e nella Garfagnana che lo fortificarono costruendo un castello. Nel 1225 la Repubblica di Lucca, nella sua espansione nel contado, conquistò il castello: «(...) in el dicto anno (NdR 1225) li Lucchesi preseno lo chastello d'Anchiano e la bichoccha per pacto.(...)».
Il paese passò alla Repubblica di Lucca dalla quale venne assegnato alla Vicaria di Coreglia. Dal 1369 Anchiano venne affidato al commissario di Borgo a Mozzano, dove poi nel 1562 fu istituita una vicaria. Nel periodo di dominio lucchese, il paese costituiva un comune rurale e possedeva una certa autonomia data dai propri statuti: il più antico di cui si ha testimonianza risale al 1441. In base a quello statuto il governo era formato da due organi: il Consiglio e i "Tre officiali" i quali detenevano il potere esecutivo. Oltre alle normali funzioni di governo, i "Tre officiali" esercitavano anche quelle di massari, di camarlinghi maggiori e generali. Avevano anche il compito della riscossione delle tasse. Il successivo statuto entrò in vigore il 5 luglio 1687 e istituì il Consiglio dei Ventuno, l'organo deliberativo della comunità di Anchiano.
Nei documenti risalenti al XVII e al XVIII secolo viene fatta menzione della "Barca" di Anchiano, un traghetto che, superando il fiume, creava un collegamento con Diecimo e Borgo a Mozzano. Affinché si placassero le dispute con gli abitanti dei paesi vicini fu istituito un tariffario per la barca, a seguito dell'intervento delle autorità lucchesi.
Il sostegno principale del paese consisteva, grazie alla sua estensione territoriale, in un numero relativamente elevato di oliveti, vigneti e arativi con coltura promiscua a viti e gelsi, oltre che nella produzione di cereali, legumi, vino e ortaggi. Il consumo in loco era consistente data la presenza di molte osterie. Nel 1546, una piena del Serchio provocò gravi danni alle terre coltivate del paese. Per risarcire il danno furono stabilite ed assegnate nuove superfici da coltivare che i proprietari non potevano vendere. Nello stesso periodo Anchiano risulta l'unica comunità, fra quelle limitrofe di Borgo a Mozzano e Corsagna, in possesso a pieno diritto di un mulino a tre macine con annesso frantoio.
Anchiano nel 1630 fu raggiunto dalla peste che nei due anni consecutivi causò la morte di quasi tutta la popolazione.

## Monumenti e luoghi d'interesse

### Chiesa di San Pietro apostolo

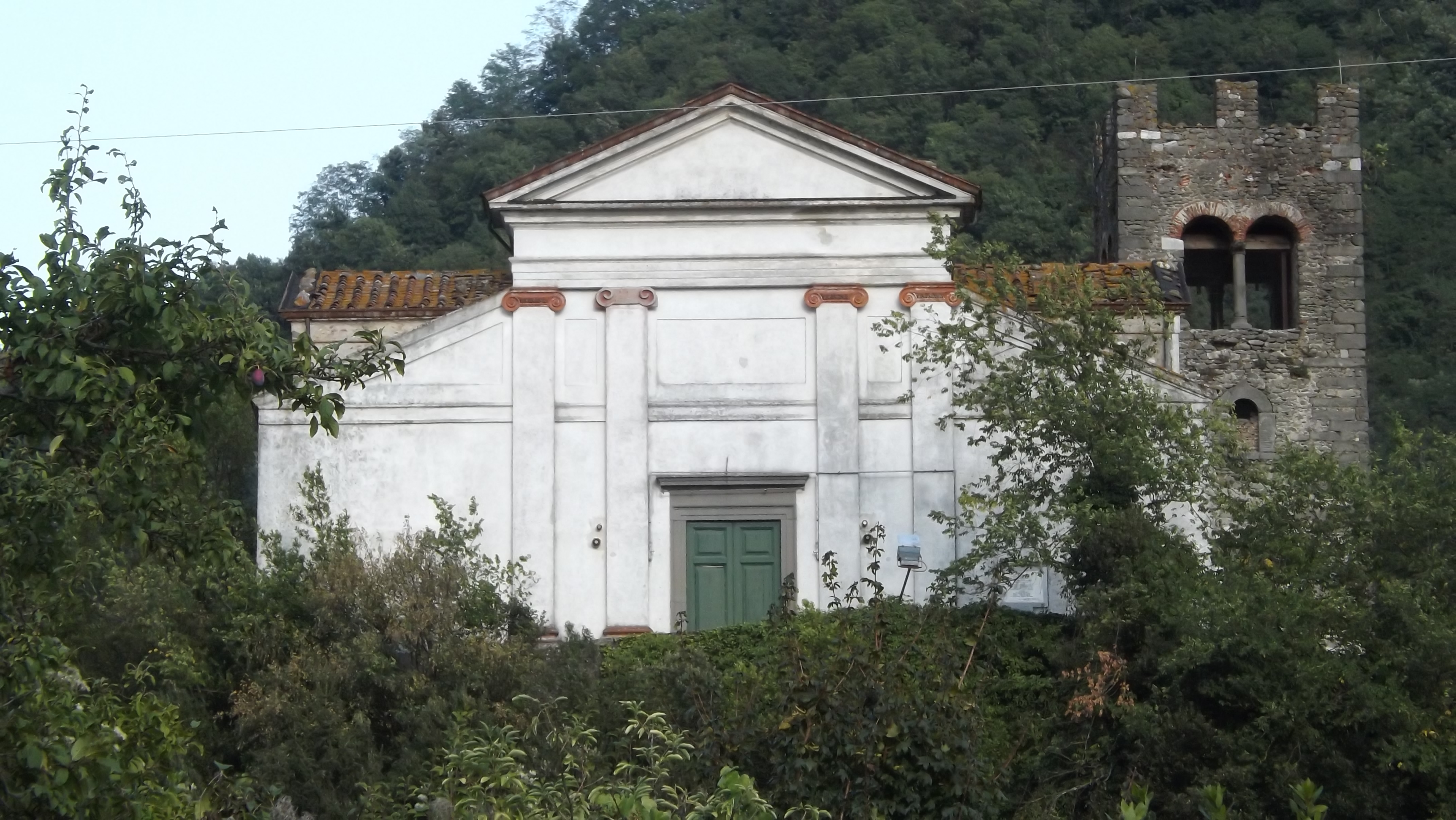
La chiesa di San Pietro apostolo

La chiesa sorge su uno sperone roccioso, parte del monte Gallione. In epoca romana, vi era un tempio dedicato al dio Giano. In epoca medioevale, con la presenza del feudo dei Suffredinghi, fu costruito un imponente castello. L'antico castello fu edificato nel 925 d.C. grazie al vescovo di Lucca Pietro che concesse la metà del monte ai Suffredinghi a condizione che circondassero la rocca di un muro e retribuissero la mensa vescovile di 6 denari d'argento l'anno.
Alla cacciata dei Suffredinghi il castello fu distrutto, ma come testimonianza, rimase l'antica torre che fu trasformata in un campanile.
Nel 1850, durante il rifacimento della chiesa fu rinvenuta, nell'orto della canonica, una pietra funeraria che copriva le ossa di una matrona romana ed è conservata nel palazzo Mazzarosa a Lucca. L'urna è stata attribuita alla seconda metà del I secolo d.C.
Nella chiesa è conservata una croce parrocchiale astile fusa nel 1479. All'interno si trovano inoltre un tabernacolo di scuola robbiana, un battistero ottagonale in pietra serena ad immersione del XV secolo, una Madonna del Rosario su tela del Settecento, una Via Crucis anch'essa su tela del Settecento e il trittico realizzato da Andrea da Pistoia del XIV secolo. Esso raffigura al centro una Madonna col Bambino, al lato destro i santi Pietro e Paolo e al lato sinistro i santi Giusto e Clemente. Gli affreschi e le decorazioni delle pareti e del soffitto furono realizzate da Pellegrino Lamberti. L'interno ospita inoltre un grande organo costruito dal lucchese Evaristo Santarlasci nel 1891. In sacrestia è conservato un banco in noce del XVIII secolo per arredi sacri.

### Chiesa dei Santi Giusto e Clemente a Puticiano

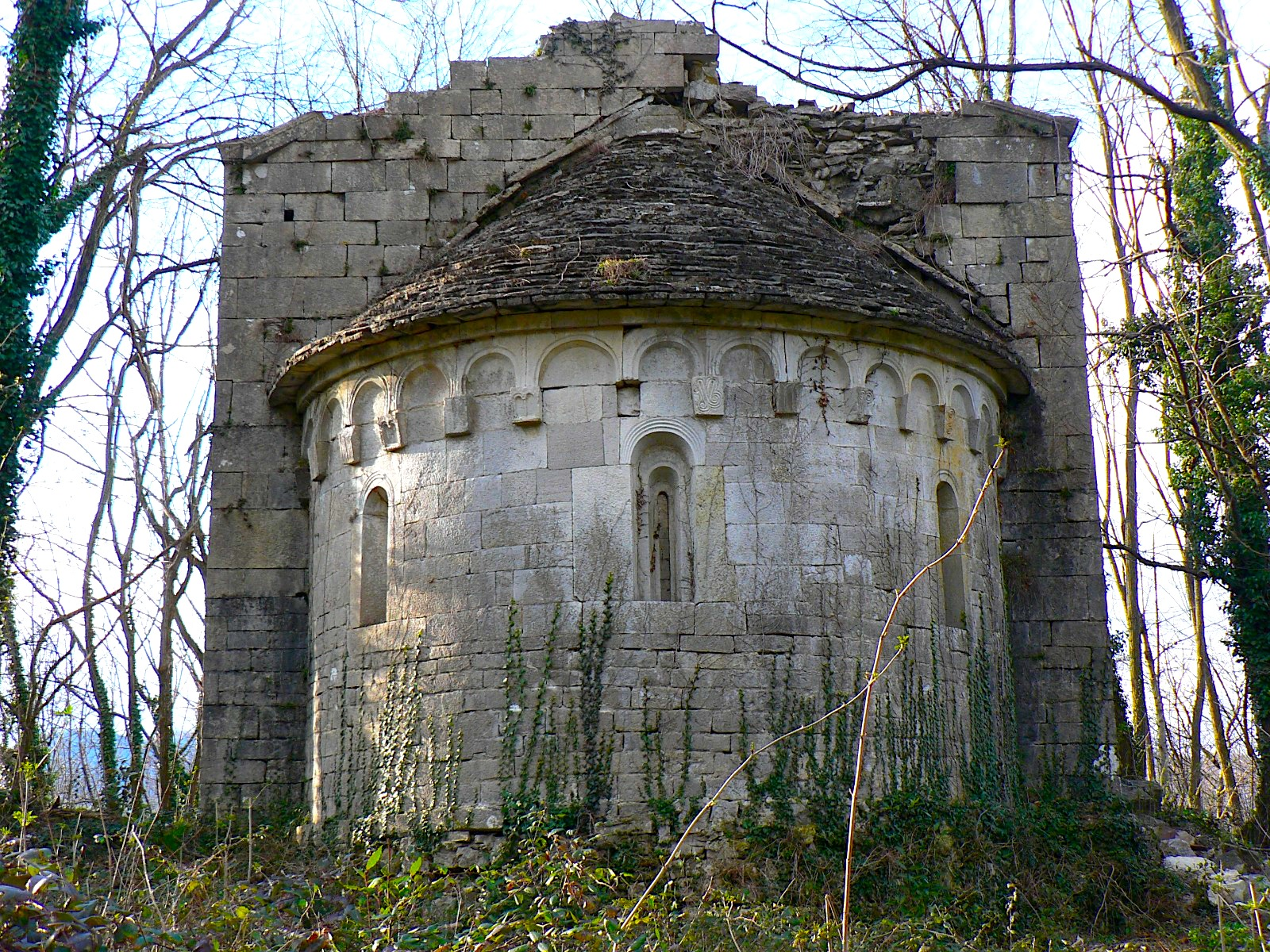
La chiesa dei Santi Giusto e Clemente a Puticiano

La chiesa dei Santi Giusto e Clemente è un edificio sacro abbandonato situato in località Puticiano. Attestata la prima volta nel 1180, la chiesa ebbe più periodi di costruzione nel corso dei secoli. Il paese di Puticiano fu abitato fino al XVII secolo quando, dopo la peste del 1630, i pochi sopravvissuti si spostarono ad Anchiano.
La chiesa è attualmente abbandonata e in rovina dopo un terremoto che ne distrusse definitivamente il tetto, probabilmente nei primi decenni del XX secolo.

### Linea Gotica

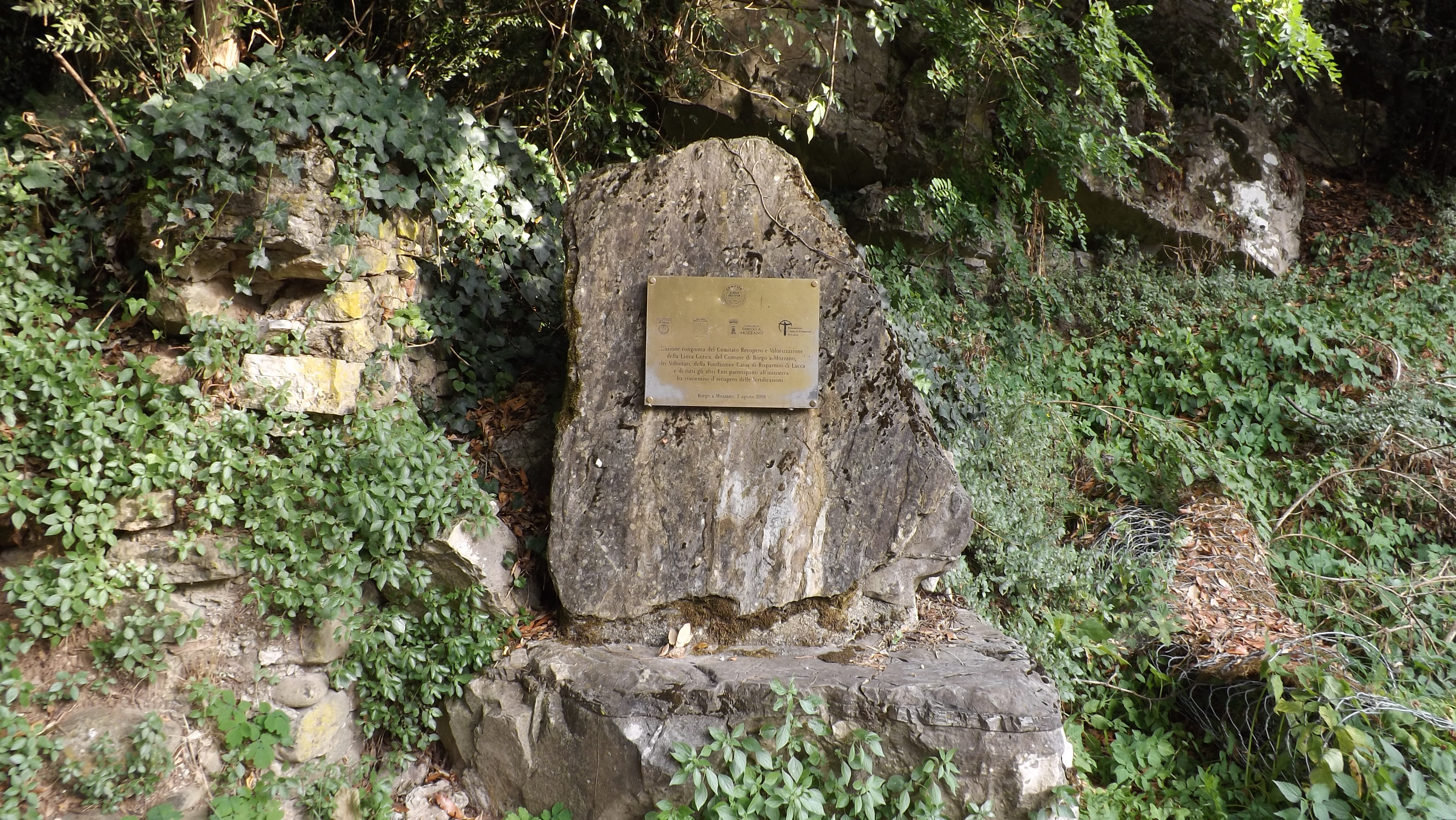
Cippo della linea Gotica

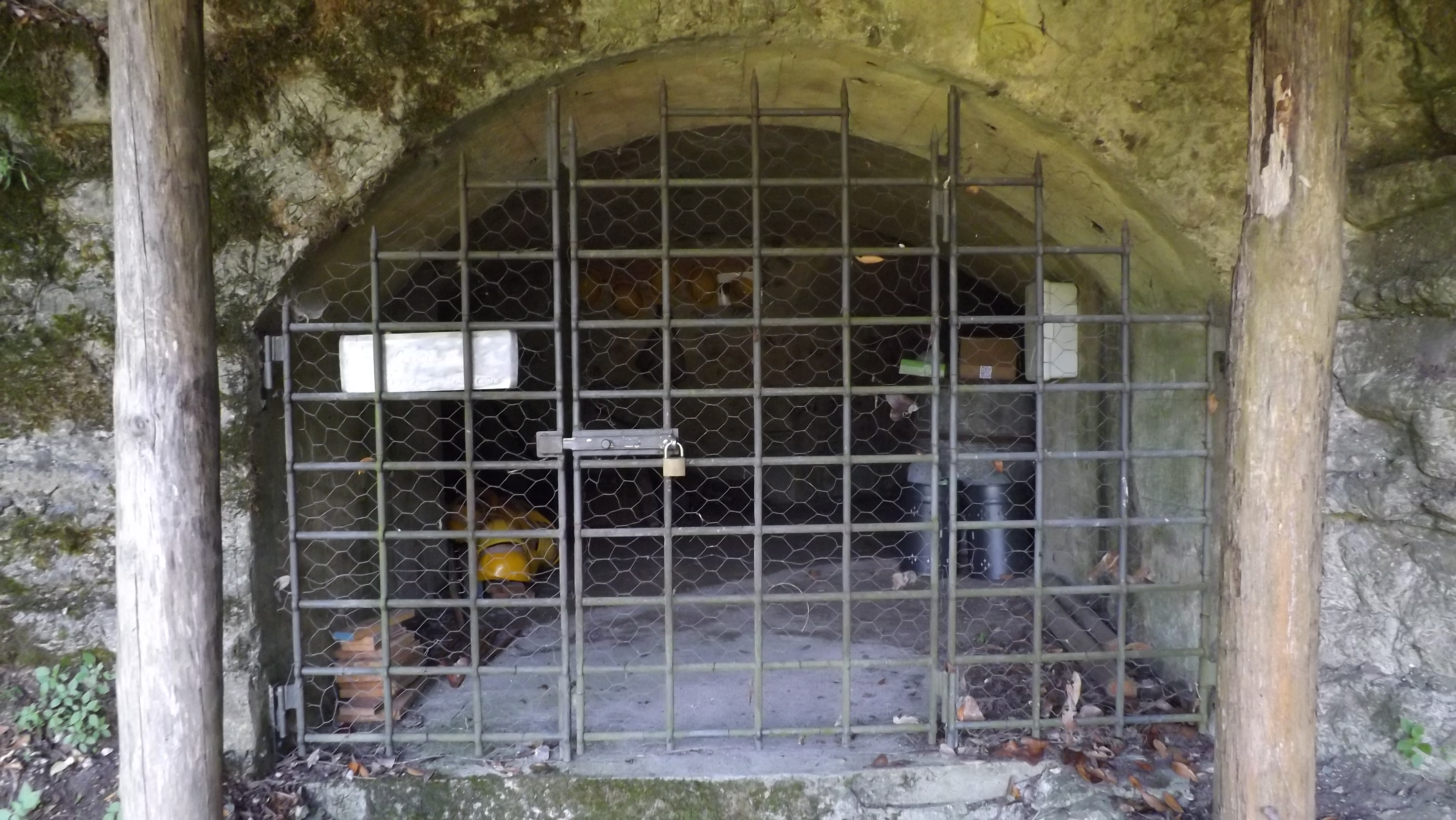
Ingresso alle fortificazioni della linea Gotica

Durante la seconda guerra mondiale il territorio di Anchiano fu attraversato dalla linea Gotica, che scendeva lungo la sommità delle Pizzorne fino ad arrivare ad Anchiano, per poi attraversare il Serchio, risalire sul Bargiglio e andarsi a collegare con le postazioni sulle Alpi Apuane. Le fortificazioni della linea furono in gran parte realizzate dall'ottobre 1943 all'agosto 1944 dalla Todt. Il settore di Anchiano era attraversato da un muro anticarro di cemento armato alto circa 2,50 metri, in parte conservato, che sbarrava completamente la valle. Sul muro, costruito anche con i binari della ferrovia della Garfagnana, sono ancora visibili i paletti d'acciaio che sostenevano il filo spinato. 
Sotto la chiesa di Anchiano si trova un bunker aperto al pubblico con camminamenti sotterranei. Nel complesso, i resti fortificazioni non sono stati completamente esplorati, ma includono sei bunker ricchi di gallerie sotterranee; nella parte verso sud sono ancora visibili le postazioni delle mitragliatrici, nelle zone limitrofe sono ancora presenti i segni dei proiettili. Nella parte superiore del monte sono innumerevoli i resti delle trincee. 
Scavate nell'enorme masso su cui sorge la chiesa parrocchiale, furono costruite gallerie sotterranee con i propri punti di fuoco. Da queste postazioni, i tedeschi controllavano tutto il territorio fino a Valdottavo.

## Cultura

### Eventi

#### Sagra del baccalà norvegese
La sagra del baccalà norvegese viene celebrata il 1º maggio. Nata nel 1970, fu organizzata dall'Unione Sportiva Anchiano e dal circolo ENAL di Borgo a Mozzano presso il campo sportivo della frazione. Inizialmente "Sagra campestre degli asparagi e del baccalà", e poi "Calendimaggio anchianino", prese il nome di "Sagra del baccalà norvegese" quando nel 1973 l'Ente promozionale delle vendite del baccalà norvegese regalò agli anchianini durante la quarta edizione della sagra duecento chili di baccalà. Negli anni settanta la sagra è stata presenziata da rappresentanti della Reale Ambasciata, del Consolato generale, della Camera di commercio Italo-Norvegese, di associazioni culturali del Paese scandinavo e della stampa; il "gemellaggio" con la Norvegia ha portato, il 30 aprile del 1978, all'inaugurazione del viale Norvegia, il viale principale di accesso al paese. Nel 1979 fu celebrata la decima edizione della sagra con la partecipazione del Console generale norvegese, del sindaco della città di Ålesund, dei funzionari delle compagnie esportatrici di baccalà e di una troupe della televisione norvegese NRK, che realizzò un documentario; un gemellaggio ufficiale tra il comune di Borgo a Mozzano e la città di Ålesund venne siglato il 30 aprile 1980. Il 30 aprile 1984 fu conferita a Gabriele Matraia e Luigi Guastucci la Medaglia di Sant'Olav dal re Olav V di Norvegia; nel medesimo giorno fu donata al console Inge Rindal la "chiave" di Anchiano.

#### Presepe vivente
Il presepe vivente di Anchiano si svolge nel mese di dicembre. Nel 2018 è arrivato alla 18ª edizione. Lungo le vie del borgo sono allestite botteghe artigiane che rievocano gli antichi mestieri. La Natività si svolge presso la chiesa parrocchiale.